# Bruno Tommaso
Bruno Tommaso (Roma, 20 novembre 1946) è un contrabbassista, compositore, arrangiatore, direttore d'orchestra e jazzista italiano.

## Biografia

### Gli inizi
Ha studiato presso il Conservatorio di Santa Cecilia con, tra gli altri, Salvatore Pitzianti, Giorgio Gaslini, Luciano Pelosi e Paolo Renosto. Dopo varie esperienze nell'ambito della musica medievale e rinascimentale come contrabbassista e violista da gamba, dal 1985 ha ristretto il proprio campo di azione alla musica Jazz, all'improvvisazione e alle musiche di confine con esibizioni live insieme a Roberto Laneri, Giancarlo Schiaffini e Mario Schiano. Ha fatto parte del Gruppo Romano Free Jazz, del quintetto Santucci Scoppa, del Modern Art Trio con Franco D'Andrea e Franco Tonani del trio di Martin Joseph, dei quartetti Fortuna e Guida Blu di Eugenio Colombo e del gruppo strumentale Bayres 87, e ha collaborato con Enrico Pieranunzi, Enrico Intra e Severino Gazzelloni.

### La maturità
Dopo le prime produzioni discografiche tra la fine degli anni sessanta e gli anni settanta come Noi Canzonieri 1968, La Notte della Luna 1969 e Don Chisciotte 1971 con Gigi Proietti, sono arrivate le collaborazioni con artisti stranieri e, tra questi Michel Godard, Jon Christensen, Peter Erskine, Art Farmer, John Taylor, Daniel Humair, Lee Konitz e Richard Galliano.
È stato fra i fondatori della Scuola Popolare di Musica di Testaccio nel 1975, primo Presidente (1989-1990) dell'Associazione Nazionale Musicisti di Jazz e (1997-1998) dell'Associazione Italian Instabile Orchestra.
Ha diretto i "Sacred Concert" delle Suite Sinfoniche di Duke Ellington con i solisti Marco Fumo e Paolo Birro e realizzato, tra gli altri, gli arrangiamenti e la direzione dei progetti Rava, L'Opéra va e Rava Carmen con Enrico Rava, 6x30, Anche i Numeri Danno Poesia con il gruppo di Paolo Fresu e Orchestra Utopia, Sette Canzoni di Ettore Fioravanti, Around Small Fairy Tales di Gianluigi Trovesi e Oltre Napoli, la Notte con Maria Pia de Vito e Pino Minafra.
Ha condotto varie produzioni live interdisciplinari, alcune di esse prodotte anche a livello discografico, tra cui Nux Erat, Steamboat Bill Jr, Metropolis, Balla coi Suoni, Il Vento, Ulisse e l'Ombra, Il Diritto e il Rovescio, Tributo a Ferrè, La Conquista del Monte dei Cocci, In A Simmenthal Mood ispirato a Duke Ellington e The Man From The Moon ispirato a Louis Armstrong con musicisti, danzatori e voce recitante e, in collaborazione con il poeta Vittorino Curci, Lettere da Orsara. Ha diretto la Marche Jazz Orchestra dal 1980 al 2005, divenuta dal 1986 Associazione culturale con sede a Montecarotto e numerose formazioni orchestrali, tra le quali la Big Band della Civica Orchestra di Milano, la Parco della Musica Jazz Orchestra, l'Orchestra Sinfonica della Regione Lazio, l'Orchestra Sinfonica della Toscana, l'Orchestra Arturo Toscanini e la Rai Big Band. Nel 1989 ha diretto l'annuale Jazz Concerto della UER e nel 2003 la European Youth Jazz Orchestra.
Tiene corsi e seminari in tutta Italia, ad esempio presso la fondazione Siena Jazz, fondata e diretta da Franco Caroni, e l'Ente Musicale di Nuoro; ha insegnato contrabbasso presso i Conservatori di Sassari, Parma e Pesaro, e Jazz al Conservatorio Santa Cecilia e in quello di San Pietro a Majella di Napoli
. Nel settembre del 1977 è stato docente a Montecatini in uno dei primi seminari jazzistici italiani con Enrico Pieranunzi e Andrea Centazzo.

### Attività attuali
Dirige l'Orchestra del Concorso Internazionale di Arrangiamento e Composizione del Barga Jazz Festival, la nuova East Coast Big Band di Riccione e il Bruno Tommaso Jazz Workshop nel progetto Original Soundtrack for "Charles and Mary" ispirato a Carlo Gesualdo Da Venosa e in altri progetti. Dal 2014 partecipa ai seminari di Stintino Jazz nel comune di Stintino (Sassari) come docente del corso di Big Band e Musica d'insieme. Prosegue inoltre la sua intensa attività di compositore.

## Pubblicazioni
- Bruno Tommaso, La scuola che sognavo. La musica come bene comune, il jazz come dialogo, scritto con Alfredo Gasponi, Roma, EDI-PAN edizioni musicali, 2020, ISBN 978-8-8905-4783-6.

## Discografia (estratto)
- 1969 Original Sins (Splasc(h)Records)
- 1970 Ecstatic (Splasc(h) Records)
- 1973 Colloquio con Malcolm X (PDU)
- 1975 Concerto della Libertà (PDU)
- 1975 Canti di Popolo in Jazz (PDU)[2]
- 1977 Dedè (Splasc(h) Records)
- 1981 Dodici Variazioni su un Tema di Jerome Kern (Splasc(h) Records)
- 1984 Il Rito della Sibilla (Fonit Cetra)
- 1987 Barga Jazz 87 (Splasc(h) Records)
- 1988 Multipli (Soul Note Records)
- 1989 Dies Irae (Philology)
- 1993 Meetings (Splasc(h) Records)
- 1998 To Be Continued (Splasc(h) Records)
- 1990 Nuove Forme Sonore (Edipan)
- 1992 Italian Instabile Orchestra Live… (Leo Records)
- 1992 Blues Waltz (Splasc(h) Records)
- 1992 Nella Sala delle Arcate (Zetema Records)
- 1993 Nux Erat (CMC)
- 1993 Quartieri Spagnoli (Officina Records)
- 1993 From Groningen to Mulhouse (Splasc(h) Records)
- 1993 Meditango (Onyx Records)
- 1993 L'Opera Va (Label Bleu)
- 1994 Skies of Europe (ECM)
- 1994 Onyx Jazz Club (Onyx)
- 1994 Transchiantigiana Express (Sam Jazz)
- 1995 Carmen (Label Bleu)
- 1995 Primi Piani (Multifrazione)
- 1995 6 X 30 (Anche i Numeri danno Poesia) (Onyx)
- 1995 Giuditta (Nel Jazz)
- 1996 Il Diritto e il Rovescio (Siena Jazz)
- 1996 Portrait of Piazzola (Harmony Music)
- 1996 La Evasion (Oriente)
- 1996 The Gift (Modern T)
- 1996 Doppio Sogno Doppio (Polo Sud)
- 1996 Il Vento
- 1996 La Banda (Enja Records)
- 1996 Musica per la Libertà (Manifesto Records)
- 1996 European Concerts (Nel Jazz)
- 1997 Instabile Festival (Leo Records)
- 1997 Around Small Fairy Tales (Soul Note)
- 1998 Is love so fair (Splasc(h) Records)
- 1998 Guida Blue (Splasc(h) Records)
- 1999 Steamboat Bill Jr (Imprint Records)
- 2000 Tales of Love and Death (Leo Records)
- 2000 La Sequenza Degli Armonici (Imprint Records)
- 2000 Ulisse e l'Ombra (Imprint Records)
- 2001 When The Saints Go Marchin' Out (Splasc(h) Records)
- 2001 Jazz Te Deum (Soul Note)
- 2002 Vento del Nord-Vento del Sud (Splasc(h) Records)
- 2002 Lettere da Orsara (Polosud Records)
- 2002 Amare Terre (Dodicilune)
- 2003 Lighea (Splasc(h) Records)
- 2003 La Rana dalla Bocca Larga (Dodicilune)
- 2003 Swinging Europe 2003 (Music Mecca)
- 2004 BargaLee (Philology Records)
- 2004 Specula e Gemini (Rai Trade)
- 2004 Revolucionario (Dna Records)
- 2004 Sound & Score (Philology Records)
- 2005 Docg Wines and Jazz (Siena Jazz Records)
- 2006 Rjo (Rjo)
- 2006 Con la Voz (Lim)
- 2007 Que 20 Anos no Es Nada (Dna Records)
- 2013 Original Soundtrack From 'Charles And Mary' (Onyx)
- 2014 Le Oche di Lorenz (Rudi Records)